# 大川町 (川崎市)
大川町（おおかわちょう）は、神奈川県川崎市川崎区の町名である。住居表示に関する法律に基づく住居表示が実施されているが、丁目は設けられていない。面積は502394.18m²。町域の全域が工業専用地域である。

## 地理
川崎区の臨海部の、四方を運河に囲まれた埋立地に位置する。北は白石運河を挟み白石町、東は田辺運河を挟み扇町、南は京浜運河を挟み扇島、西は境運河を挟み横浜市鶴見区安善町に向かい合う。そのうち、橋が架かっているのは白石町との間のみである。町の北端から中央へJR鶴見線大川支線が通り、大川駅が設けられている。大川支線の西側は三菱化工機や日清製粉の工場、東側は昭和電工や大川町工業団地組合の事業所があり、工場等が町域の大部分を占める。町の中央部や田辺運河沿いには公園緑地が整備されている。

### 交通
川崎駅東口から大川町内の日清製粉まで、川崎鶴見臨港バスが平日朝15分毎・日中30分毎、土曜・休日はおよそ1時間毎に運行されている。町内にはJR鶴見線の大川駅があるが、運行本数はわずかである。

## 歴史
明治末より浅野総一郎による埋立事業で造成された土地で、1926年（大正15年）、埋立事業に出資した功績をたたえ、大川平三郎の姓から「大川町」と名付けられた。同様に、白石町は白石元治郎、浅野町は浅野総一郎から採った人名地名である。1926年に鶴見臨港鉄道（現在のJR鶴見線）大川駅開業、同年に日清製粉鶴見工場操業開始。1927年（昭和2年）には東京電力東京火力発電所、1936年（昭和11年）には化工機製作（現在の三菱化工機）が操業を開始した。発電所建設にあたっては、業者同士のぶつかり合いから500人以上の逮捕者を出す鶴見騒擾事件が起きている。
第二次世界大戦後には、鶴見第二火力発電所の建設が着手されたが、1954年（昭和29年）3月3日には工事現場でメタンガスが爆発して死亡5人、重軽傷3人を出す事故が発生している。
1964年（昭和39年）には住居表示を実施するとともに町域の一部を扇島に編入。1972年（昭和47年）4月1日には川崎市が政令指定都市に移行したことにより、川崎市川崎区大川町となる。

## 学区
市立小・中学校に通う場合、学区は以下の通りとなる（2025年1月時点）。
| 番・番地等 | 小学校             | 中学校             |
| ---------- | ------------------ | ------------------ |
| 全域       | 川崎市立浅田小学校 | 川崎市立京町中学校 |

## 事業所
2021年（令和3年）現在の経済センサス調査による事業所数と従業員数は以下の通りである。
| 町丁   | 事業所数 | 従業員数 |
| ------ | -------- | -------- |
| 大川町 | 88事業所 | 2,422人  |

### 事業者数の変遷
経済センサスによる事業所数の推移。
| 年                 | 事業者数 |
| ------------------ | -------- |
| 2016年（平成28年） | 96       |
| 2021年（令和3年）  | 88       |

### 従業員数の変遷
経済センサスによる従業員数の推移。
| 年                 | 従業員数 |
| ------------------ | -------- |
| 2016年（平成28年） | 2,348    |
| 2021年（令和3年）  | 2,422    |

## その他

### 日本郵便
- 郵便番号 : 210-0858[2]（集配局 : 川崎港郵便局[16]）

### 警察
町内の警察の管轄区域は以下の通りである。
| 番・番地等 | 警察署         | 交番・駐在所 |
| ---------- | -------------- | ------------ |
| 全域       | 川崎臨港警察署 | 浜町交番     |